# 胡幼桃
胡幼桃（1955年4月—），男，江西萍乡人，中华人民共和国政治人物。江西财经学院（今江西财经大学）贸易经济专业毕业，大学本科学历。

## 生平
1955年出生在江西萍乡。1971年2月参加工作。1986年6月加入中国共产党。历任江西省计划委员会副处长、处长、副主任，省财政厅厅长，省长助理，江西省政协副主席等职。2012年2月被补选为江西省人民政府副省长。2015年1月，当选江西省政协副主席。2018年1月退休。
2025年6月，因涉嫌严重违纪违法，接受中央纪委国家监委纪律审查和监察调查。